# Asesinato de Elin Krantz
Elin Krantz fue una mujer sueca de Falköping que fue asesinada en Länsmansgården (distrito de Gotemburgo, Suecia), en septiembre de 2010, con veintisiete años de edad. Su cuerpo fue enterrado en el cementerio Sankt Olof kyrkogård de su ciudad natal de Falköping. En octubre de aquel año, alrededor de 1000 personas se reunieron en el distrito donde se encontró su cuerpo para conmemorarla y protestar contra la violencia.

## Circunstancias
Después de una noche de fiesta en Gotemburgo el 26 de septiembre de 2010, se quedó dormida en el tranvía. Las cámaras de seguridad de la zona mostraron que una vez bajó del vehículo la siguió un joven africano de veintitrés años de edad, Ephrem Yohannes, quien la violo en múltiples ocasiones y finalmente la mató a golpes. Su cuerpo fue encontrado mutilado al día siguiente entre las rocas en el distrito Länsmansgården. El 28 de septiembre, un hombre con ropa y aspecto similares al asesino que fue grabado por las cámaras de seguridad, fue arrestado por policías vestidos de civiles en la estación central de Gotemburgo. El ADN de la víctima fue encontrado en su ropa y el ADN de Yohannes en el de la joven.

## Consecuencias
Yohannes es un ciudadano etíope con un permiso de residencia. Fue condenado por asesinato y violación. En marzo de 2011, fue sentenciado a dieciocho años de prisión junto con la subsiguiente deportación. Finalmente, cumplirá dieciséis años al verse reducido dos años por una aplicación de sentencias de deportación. La primera sentencia fue apelada al segundo órgano judicial en Suecia, el Hovrätt, ya que el acusado se declaraba inocente. La fiscal Stina Lundberg argumentó a favor de la cadena perpetua y de agresión sexual agravada. En otoño de 2011, la Corte de Apelaciones ratificó la sentencia original. Los padres de Elin Krantz y sus cinco hermanos recibieron 60 000 € por daños criminales.
Yohannes fue inicialmente encarcelado en la prisión Norrtäljeanstalten de Norrtälje, una prisión de alta seguridad. Después de atacar a un compañero interno, fue transferido a la prisión de seguridad Salbergaanstalten en Sala. Ha recibido varios avisos por comportamiento inapropiado.